# Casa da Farinha (Ubatuba)
A Casa da Farinha é parte do patrimônio cultural de Ubatuba, tombado a nível municipal em 2003. Trata-se de uma construção preservada de um antigo engenho, construído em 1885 por Firmino Joaquim Ferreira Veiga. O local está atualmente localizado no Quilombo da Fazenda Picinguaba e é um ponto de cultura quilombola do litoral norte de São Paulo, sob a liderança de Mestre Quilombola Zé Pedro. A Casa da Farinha passou por uma reforma e foi reinaugurada em 2022.